# Charlotte Corday (film, 1908)
Pour les articles homonymes, voir Charlotte Corday (homonymie).
Pour plus de détails, voir Fiche technique et Distribution.
Charlotte Corday est un film muet français réalisé par Georges Denola, sorti en 1908.

## Fiche technique
- Titre : Charlotte Corday
- Réalisation : Georges Denola
- Scénario :
- Photographie :
- Montage :
- Société de production : Pathé frères
- Société de distribution : Pathé frères
- Pays d'origine :  France
- Langue : français
- Métrage : 245 mètres (1 bobine) dont 219 en couleurs
- Format : Noir et blanc — 35 mm — 1,33:1 — Muet
- Genre : Film dramatique, Film biographique, Film historique
- Durée : 8 minutes
- Dates de sortie : 
  -  France : 6 novembre 1908
  -  Danemark : 9 novembre 1908
  -  États-Unis : 10 février 1909

## Distribution
- x